# Amerikaanse Middelzee

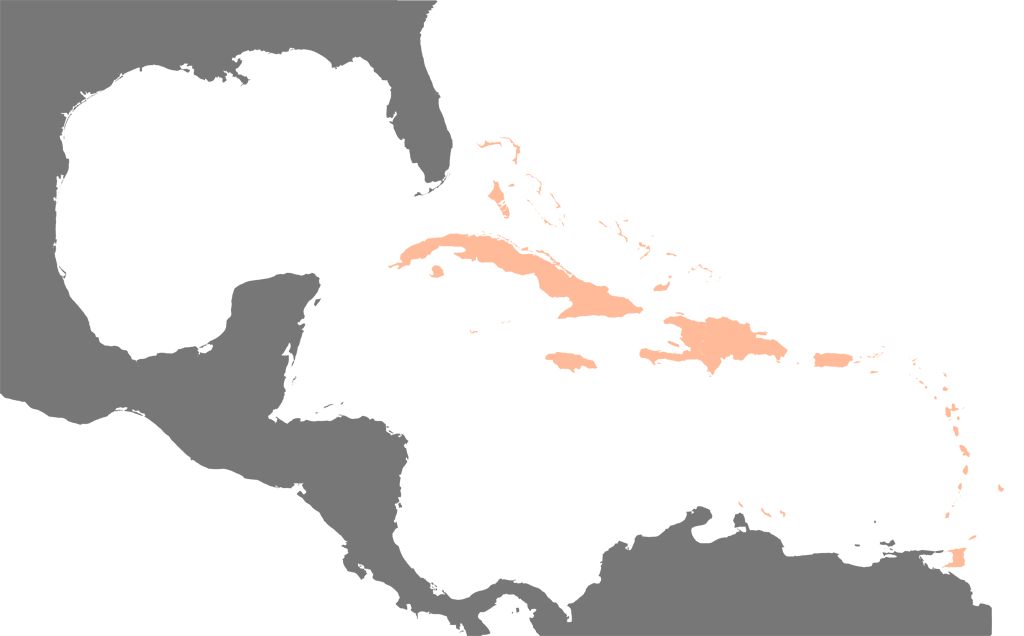
De Amerikaanse Middelzee:
in het noordwesten de Golf van Mexico,
in het zuidoosten de Caraïbische Zee. Eilandenketens zoals de Antillen vormen in het oosten de grens met de Atlantische Oceaan.

De Amerikaanse Middelzee is een randzee of middellandse zee van de Atlantische Oceaan, die gevormd wordt door de samenvoeging van de Caraïbische Zee met de Golf van Mexico. Zij verbindt Noord-Amerika met Zuid-Amerika en is hierbij de enige intracontinentale middellandse zee, maar kan echter, als er onderscheid wordt gemaakt naar Noord- en Zuid-Amerika, ook als intercontinentale middellandse zee worden gezien. Aangrenzende staten van deze zee zijn met de klok mee:
- Verenigde Staten
  - Texas
  - Louisiana
  - Mississippi
  - Alabama
  - Florida
- Cuba
- Kaaimaneilanden
- Jamaica
- Haïti
- Dominicaanse Republiek
- Puerto Rico
- Amerikaanse Maagdeneilanden
- Britse Maagdeneilanden
- Anguilla
- Franse Antillen
- Sint Maarten
- Caribisch Nederland
- Saint Kitts en Nevis
- Antigua en Barbuda
- Montserrat
- Guadeloupe
- Dominica
- Martinique
- Saint Lucia
- Saint Vincent en de Grenadines
- Barbados
- Grenada
- Trinidad en Tobago
- Venezuela
- Curaçao
- Aruba
- Colombia
- Panama
- Costa Rica
- Nicaragua
- Honduras
- Belize
- Guatemala
- Mexico
  - Quintana Roo
  - Yucatán
  - Campeche
  - Veracruz de Ignacio de la Llave
  - Tamaulipas